# ローレンス・フランク
ローレンス・アダム・フランク  (Lawrence Adam Frank 1970年8月23日 - )は、アメリカ合衆国・ニューヨーク州ニューヨーク市生まれ、ニュージャージー州ティーネック出身のバスケットボール指導者。NBAの数多くのチームでコーチを務め、現在はロサンゼルス・クリッパーズの球団社長を務めている。

## 経歴
ローレンス・フランクは1970年にニューヨーク市でユダヤ系移民の両親の元で生まれ、ニュージャージー州ティーネックで育つ。高校も地元の高校で活躍し、大学はインディアナ大学に進学。名将ボブ・ナイトの下で1992年にはNCAAトーナメントでFinal 4まで勝ち上がるもデューク大学に敗退。在学中は同じインディアナ州のパデュー大学との対戦でも活躍した。
フランクは大学までで選手としての活動に区切りを付け、インディアナ大学卒業後にマーケット大学のアシスタントコーチに就任し、1994年のNCAAトーナメントのベスト16入りに貢献。1994年から3年間はテネシー大学のアシスタントコーチを務めた。
1997年、ブライアン・ヒルの誘いを受けてバンクーバー・グリズリーズ (当時) のアシスタントコーチに就任し、NBAでのコーチ業を開始。2000-2001シーズンよりニュージャージー・ネッツのアシスタントコーチに就任。2004年1月26日には解任されたバイロン・スコットの後を受けてヘッドコーチに昇格。就任後13連勝を記録し、NBAルーキーヘッドコーチの連勝新記録を樹立。その後もネッツを毎シーズンプレーオフに導いたものの、ジェイソン・キッドを放出した2007-2008シーズン以降プレーオフ不出場が続き、更に2009-2010シーズンは開幕16連敗を喫し、2009年11月29日に解任された。
2010-2011シーズンはボストン・セルティックスのアシスタントコーチを務め、2011年8月2日にデトロイト・ピストンズのヘッドコーチに就任。しかし、2009年以降プレーオフ不出場が続いているピストンズを立て直すことが出来ず、2012-2013シーズンは開幕8連敗からスタートする有り様となり、シーズン終了後に解任された。
2013年7月26日、ブルックリン・ネッツのアシスタントコーチに就任するも、ヘッドコーチのジェイソン・キッドと意見が対立し、同年12月に解任。
2014年9月26日、ロサンゼルス・クリッパーズのアシスタントコーチに就任した。2年間コーチを務めた後、2016年6月30日に同チームの球団副社長に就任。更に2017年8月4日には球団社長に就任した。

## その他
ニュージャージー・ネッツのヘッドコーチ時代、当時マイアミ・ヒート所属のシャキール・オニールを非難した際、オニールからローラ (Rola) 【ローレンス (Lawrence)  の女性名】と罵倒された。因みに、両者は2010-2011シーズンにボストン・セルティックスで共にしている。